# 허일영
허일영(許日寧, 1985년 8월 5일 ~ )은 한국프로농구 창원 LG 세이커스 소속 농구 선수이다. 포지션은 스몰 포워드이다. 2009년 한국프로농구 신인드래프트에서 1라운드 2순위로 대구 오리온스에 지명되었다.

## 학력
- 사직초등학교 (졸업)
- 경남중학교 (졸업)
- 동아고등학교 (졸업)
- 건국대학교 사범대학 (체육교육학 / 학사)

## 경력

### 클럽
- 2009 ~ 2011.06 대구 오리온스
- 2011.06 ~ 2012.04 고양 오리온스
- 2012.04 상무 농구단
- 2014 ~ 2021 고양 오리온 오리온스
- 2021 ~ 2024 서울 SK 나이츠
- 2024 ~ 창원 LG 세이커스

### 국가대표
- 2007년 하계 유니버시아드 농구 남자
- 2013년 EABA 동아시아 남자 농구 선수권 대회
- 2014년 FIBA 농구 월드컵
- 2014년 아시안 게임 농구 남자

## 수상
- 2008 농구대잔치 남자부 득점상
- 2010 스포츠토토 한국농구대상 신인상
- 2013 제3회 EABA 동아시아남자농구선수권대회 우승